# Плотников, Михаил Андреевич
Михаи́л Андре́евич Пло́тников (31 июля 1992, Москва, Россия) — российский хоккеист, левый нападающий. В настоящее время является свободным агентом.

## Карьера
Воспитанник хоккейной школы ЦСКА, за который выступал в турнирах разных возрастов. Профессиональную карьеру начал в МХЛ в сезоне 2009/10 в составе молодёжного клуба ЦСКА «Красная Армия», за который отыграл 3 сезона и принял участие в Кубке Мира среди молодёжных клубных команд.
Сезон 2012/13 провёл в одной из североамериканских юниорских лиг USHL в клубе «Индиана Айс».
Вернулся в Россию в новую команду КХЛ владивостокский «Адмирал», но за клуб не одного матча в сезоне не провёл, сыграв 5 матчей в ВХЛ за «Рубин», после чего был обменян в «Югру» на право выбора в третьем раунде драфта 2014. В сезоне 13/14 провел в составе «Югры» 20 игр и отметился 1 голевой передачей. По окончании сезона подписал пробный контракт с новокузнецким «Металлугом».
28 августа 2016 года перешёл в «Спартак».

## Статистика
| Легенда | Легенда                    | Легенда | Легенда                   | Легенда | Легенда    |
| ------- | -------------------------- | ------- | ------------------------- | ------- | ---------- |
| И       | Количество проведённых игр | Штр     | Штрафное время            | +/−     | Плюс-минус |
| Г       | Голы                       | П       | Голевые передачи          | О       | Очки       |
| -       | Статистика неизвестна      | —       | Статистика не учитывалась |         |            |

### Клубная
(*) Команда участвовала не в плей-офф, а в Кубке Надежды
(**) Без учёта статистики в Кубке Надежды

## Достижения
Командные
| Год  | Команда       | Достижение                                    | Достижение |
| ---- | ------------- | --------------------------------------------- | ---------- |
| 2009 | ЦСКА-2        | Бронзовый призёр Первой лиги (регион «Центр») |            |
| 2011 | Красная Армия | Обладатель Кубка Харламова                    |            |
| 2012 | Красная Армия | Серебряный призёр МХЛ                         |            |